# Historia del Club Alianza Lima

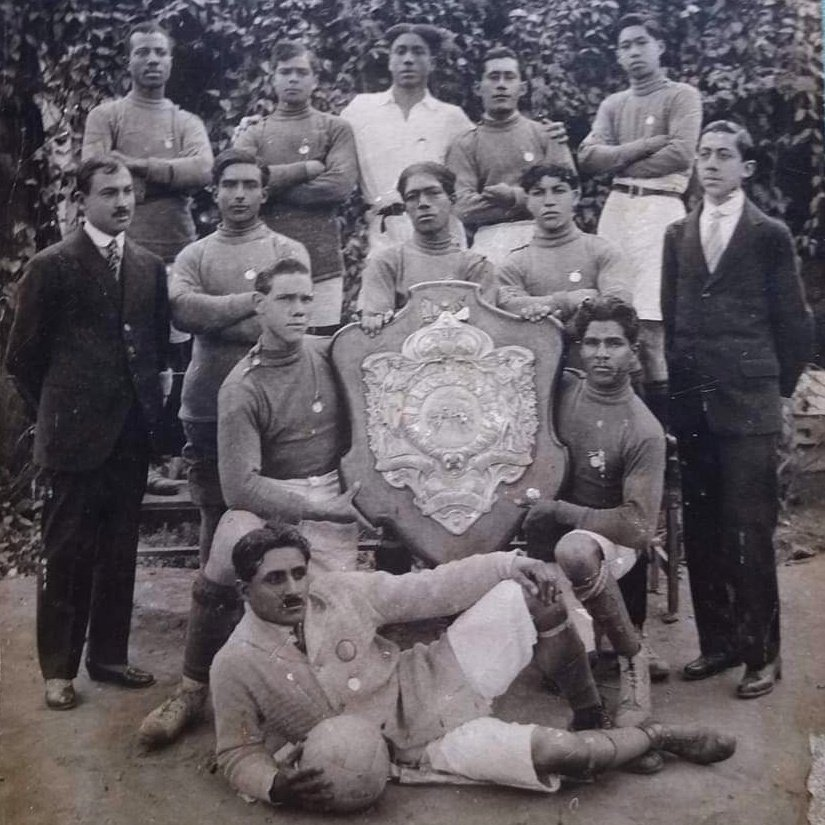
Plantilla que obtuvo el título del Campeonato Peruano de Fútbol de 1918.

La historia del Club Alianza Lima inicia el 15 de febrero de 1901, cuando fue fundado por un grupo de adolescentes de clase obrera del barrio Las Chacaritas en Lima, con el nombre de Sport Alianza. El club fue miembro fundador de la Primera División en 1912, participando en el Campeonato de la Liga Peruana de Football (Torneo de Primera División), por lo que es el club de fútbol peruano más longevo en actividad.
El «Equipo del Pueblo» es considerado como uno de los tres grandes del fútbol peruano. Disputa sus encuentros de local en el Estadio Alejandro Villanueva, que posee una capacidad para 33 938 espectadores, siendo el quinto estadio de fútbol de mayor capacidad de Perú y el tercero en Lima.Hasta la fecha es el segundo equipo que ha obtenido más campeonatos nacionales en el Perú, con un total de veinticinco títulos (ocho en la era amateur y diecisiete en la era profesional). En 1976 y 1978 fue semifinalista de la Copa Libertadores de América y en 1999, semifinalista de la Copa Merconorte, siendo estas las mejores participaciones del primer equipo en torneos internacionales Conmebol. Además, en otros torneos internacionales, logró ganar la Copa Simón Bolívar en 1976.
Una de las principales características de Alianza Lima es su carácter polideportivo. Además de su sección principal, la de fútbol, el club cuenta con equipos en otras disciplinas deportivas tales como: básquet, voleibol, fútbol femenino, fútbol de menores y fútbol sala down entre otras.
Con 39 participaciones internacionales en torneos oficiales organizados por la Confederación Sudamericana de Fútbol, Alianza Lima es tercer conjunto peruano que más copas continentales ha disputado. Es el tercer mejor equipo peruano en la Tabla Histórica de la Copa Libertadores de América. Además una gran cantidad de futbolistas del club han sido seleccionados para representar al Perú en algún evento internacional, particularmente en sus mayores logros, las ediciones de la Copa América en 1939 y en 1975.

## Historia
Cuando el fútbol en el Perú de principios del siglo XX recién se desarrollaba, el acceso estuvo limitado a la clase adinerada. No obstante, con el tiempo su práctica se expandió por las zonas más empobrecidas de Lima y alrededores, debido en parte a que para jugarlo no se necesitan prácticamente medios. De esta manera, la difusión del fútbol aumentó progresivamente. Los equipos más poderosos de la época siguieron siendo los nombrados ricos, además de ser los que tenían una actividad futbolística más continua. La creación de Alianza Lima (en un principio Sport Alianza) fue la antítesis de esta idea, debido a que se fundó en un ambiente netamente popular, sin contar con ninguna influencia de las altas esferas de la sociedad limeña. Estos factores contribuyeron a identificarlo como el equipo de la clase obrera. La imagen de Alianza como equipo popular aumentó cada vez más, atrayendo tempranamente a muchos simpatizantes de bajas condiciones, quienes veían en las victorias del equipo aliancista, su propio triunfo frente a la adversidad, un triunfo que sería impensado en otros aspectos de la vida cotidiana y la oportunidad de revertir todo orden socioeconómico o político para poder competir sin desigualdades.

«Son tres los factores sociales y culturales que confluyeron en la formación de la identidad inicial del Club Alianza Lima: el sentimiento comunitario de barrio, la cultura urbana de la plebe negra y mestiza, y la pertenencia a la clase obrera».
Panfichi, Aldo; Thieroldt, Jorge

### Años 1900: fundación y primeros años
El Club Sport Alianza, como se llamó el club inicialmente, se fundó el 15 de febrero de 1901 en el jirón Cotabambas, por un grupo de muchachos que tuvieron la idea de formar un club de fútbol para defender a la comunidad frente a equipos de otros barrios. Adoptaron aquel nombre en honor a la caballeriza Alianza, ubicada en el jirón Cotabambas Los trabajadores de dicha caballeriza le daban permiso al grupo de jóvenes para que en él practiquen el fútbol, un deporte inventado por los ingleses que se estaba expandiendo rápidamente por todo el puerto del Callao. Ahí, los marinos mercantes que provenían de Europa jugaban los llamados Eleven's, juego cuyo objetivo consistía en introducir un balón en un arco de madera.

José Carreño, uno de los fundadores y poblador de la calle Cotabambas ofreció su casa como primer local institucional, ofrecimiento que agradó mucho a los demás fundadores ya que hasta ese momento el club no tenía un punto de reunión establecido, por lo que las calles eran sus habituales concentraciones. Carreño, también contribuyó a formar la primera directiva y los estatutos del club. Un local en Carlos de Los Heros fue la siguiente casa de la institución, pues en el hogar de Carreño su familia se resistió a la idea y no estaba convencida totalmente. Dado el humilde proceder de todos ellos, al cabo de tres meses no pudieron seguir pagando la mensualidad, por lo que las reuniones se trasladaron a la vía pública. Así continuaron hasta que la familia Galindo los acogió en su casa. Los hermanos Carlos y Plácido eran los más entusiasmados con la idea. Sin embargo, luego de ello siguió la inestabilidad, por lo que el club siguió cambiando de local y sedes. Los documentos sobre los primeros años de Sport Alianza son escasos, debido a que eran un equipo prácticamente juvenil, lo que hace difícil la posibilidad que hayan tenido cobertura periodística. Recién a partir de 1918 existen archivos con el nombre Alianza Lima.

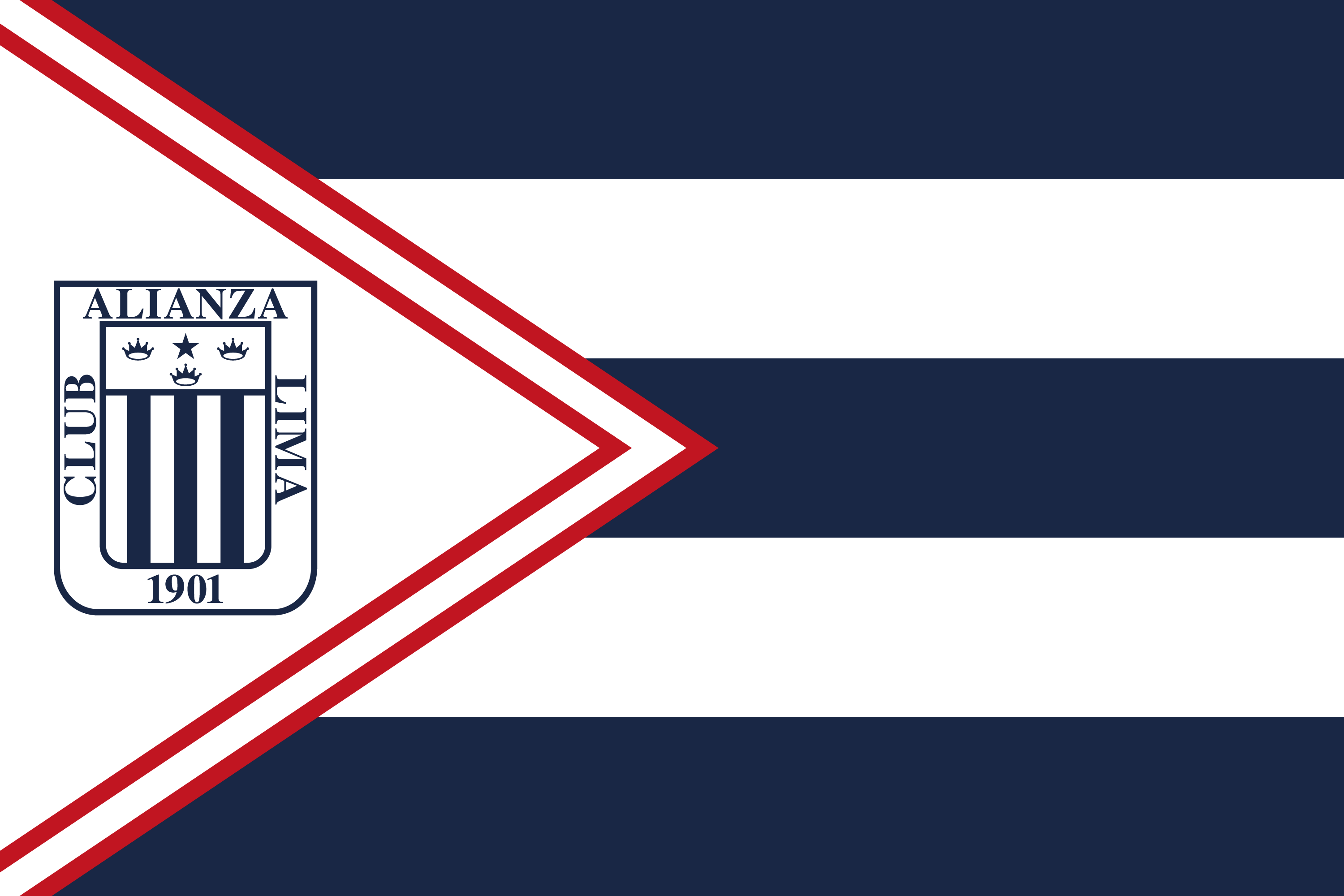
Bandera del Club Alianza Lima.

Más allá de la falta de escritos, se reconoce como fundadores a Eleodoro Cucalón, Augusto Cucalón, Foción Mariátegui, Eduardo Pedreschi, Wilfredo Pedreschi, Carlos Pedreschi, Adolfo Pedreschi, Manuel Carvallo, Ismael Carvallo, Guillermo Carvallo, Julio Chacaltana, Manuel Arana, Antonio La Torre, José Carreño, Hipólito Venegas, Eduardo Méndez, Carlos Villarreal, Alberto Palomino, Antonio Palomino, Alberto López, Alberto La Torre, Luis Buitrón, José Paulet, Luis Litardo, Alberto Moncada, Julio Rivero, Cirilo Cárdenas, Faustino Justino Mendoza, entre otros. Fueron desde niños hasta adolescentes de siete a dieciocho años de edad, siendo ninguno de ellos de etnia afroperuana, ya que al equipo aliancista se le relacionaría posteriormente con este grupo social. El único afroperuano era el utilero Alberto Ramírez Rocha de 45 años quien lavaba las camisetas.

«Por décadas, Alianza Lima fue uno de los símbolos más poderosos de prestigio y reconocimiento de los negros en el Perú».
Panfichi, Aldo; Vich, Víctor

El día de la fundación todos ellos se dirigieron a la quinta llamada Los Gallinacitos, concretamente a una casa que estaba signada con los números 323 y 327. La casa, propiedad de los Chacaltana, fue el lugar elegido para fundar el club aliancista. Los muchachos en su totalidad vivían en la ciudad de Lima, y sus progenitores ejercían oficios como la carpintería, verdulería y comercialización. Los primeros jugadores aliancistas fueron los mismos fundadores, los cuales pertenecieron a una clase social que se podría definir como una empobrecida clase media. Algunas de las familias de los jóvenes contaron con ascendencia china e italiana. El clima interno que existía entre los jugadores hicieron que se les conozca con el apodo de íntimos.
El 18 de septiembre de 1904 apareció por primera vez en un periódico local una noticia referente a la institución, donde se indicó que el Club Alianza le ganó 2:0 a la Escuela de Artillería en un partido que se disputó a las tres de la tarde en la explanada de la Escuela Militar de Chorrillos. Sin embargo, no se sabe si dicho encuentro lo disputó efectivamente el Sport Alianza, ya que en aquel tiempo había equipos con similar nombre: Sportivo Alianza, Alianza Chorrillos y Association Alianza.
Por 1908 los alrededores de los campos de juego lucieron asientos y sillas, lo que convirtió al fútbol en un deporte más formal y serio, además de que significó un mayor ingreso de aficionados por la comodidad. El Sport Alianza siguió en su condición de club popular, en busca por las calles de Lima de enfrentamientos y nuevos rivales. La cantidad de equipos emergentes era cada vez mayor. En ella destacaban los equipos ricos como el Unión Cricket y el Lima Cricket. El primer partido confirmado que se tiene del Sport Alianza aconteció el 10 de abril de 1910, en un amistoso frente al Sport Lima. En aquel encuentro, Sport Alianza ganó 2:0 con goles de Jara y Moncada.

### Años 1910: el primer bicampeonato
Dos años después de aquel encuentro, doce clubes, entre ellos Sport Alianza, se reunieron para formar una entidad que regulase el fútbol. Ello trajo consigo la formación de la Liga Peruana de Fútbol, la primera asociación de clubes en el Perú. Ese mismo año se dio inicio a la primera temporada oficial de la Liga Peruana de Fútbol. La Primera División contó con siete equipos: Lima Cricket, Association FBC, Jorge Chávez No.1, Escuela Militar, Sport Alianza, Sport Inca y Sport Vitarte. El 5 de mayo de 1912, Sport Alianza jugó su primer partido oficial frente al Jorge Chávez No.1, siendo derrotado por 2:0. Aquel año finalizó en quinto lugar. Fue tercero en 1913, 1915 y 1916; y segundo en 1914 y 1917.
Alianza logró su primer título luego de participar seis años en la Liga Peruana de Fútbol. Tras una gran campaña, obtuvo el campeonato de 1918. El año siguiente fue especial para la institución blanquiazul, pues logró consagrarse por segunda vez, consiguiendo el primer bicampeonato de la historia aliancista. Por ese entonces, el Sport Alianza era ya un equipo popular que contaba con muchos adeptos. Entre los años 1912 y 1919, el club utilizó de forma alterna dos uniformes titulares: uno que portaba camiseta azul entero y otro blanco con un diseño listado, mangas azules y una franja vertical azul por el medio, el cual sería con el paso del tiempo, el tradicional uniforme blanquiazul de Alianza Lima.
En 1919 además de conseguir el primer bicampeonato, Alianza Lima también ganó la Copa de Campeones del Perú, copa donada por el señor Felipe Ríos, este torneo solo lo disputaban los campeones de la Liga de Lima, Alianza ganó en la final 2 a 0 a Jorge Chávez con gol de Óscar Zavala y autogol de Maldonado. Así se convirtió en el primer club en conseguir un Doblete (fútbol) en la historia del Fútbol Peruano al obtener la Liga y Supercopa del mismo año.
En una investigación publicada durante 2023, se evidencia que Alianza, contrariamente a lo que se creíahasta diciembre de aquel año —es decir, que había sido nombrado Alianza Lima recién para el partido de 1925 contra Belgrano de Uruguay—, ya era no solo nombrado como Alianza Lima (entre un sinnúmero de otras variantes, tales como, además del predominante Sport Alianza; Club Sport Alianza Lima, Club Sport Alianza, Club Alianza, Alianza de Lima y hasta Centro Sport Alianza) por la novel prensa deportiva de la época, sino además, y sobre todo, conocido en el ámbito futbolístico peruano como tal.
Asimismo, dicha investigación revela que el club empezó a hacer uso de un emblema distinto de todos los demás sobre los que se tenía conocimiento: una letra ele (L) en el pecho del uniforme. En junio de 1920, se organizó un encuentro entre los clubes más populares de Lima y el Callao: el Alianza Lima y el Atlético Chalaco. Alianza disputó dicho encuentro con dicho blasón en el pecho, mismo que mostraba su arraigo con Lima, en el match entre los clubes deportivos más representativos del fútbol peruano, el Lima-Callao.

«El rótulo de Alianza Lima es más antiguo de lo que se tenía conocimiento. Ya existía cuando este logra su primer bicampeonato en 1918-1919. Era parte, a su vez, de la designación completa y oficial conocida como Club Sport Alianza Lima. Sin embargo, el fenómeno de la 'economía linguística', esto es, la tendencia natural a minimizar el esfuerzo invertido en el lenguaje, y cuya manifestación se da en las diversas formas de abreviar o simplificar una misma información, incentivó su uso parcial y recortado».
Rojas Medrano, José Carlos

### Años 1920: el segundo bicampeonato y el debut de Manguera Villanueva
La década del 20 marcó dos hechos importantes en la historia del club, con los cuales terminó de formar su identidad. Primero, pasó de llamarse Sport Alianza para convertirse definitivamente en Alianza Lima. Hasta el momento no se tiene conocimiento si fue alguien en particular el autor del nombre, pero se intuye que fue elegido por decisión popular, ya que entonces se reconocía el hecho de que todos sus jugadores fuesen capitalinos. Y segundo, apareció el jugador que representó al posterior estilo de juego con el que se caracteriza el club: Alejandro Villanueva. Debutó con camiseta aliancista el 9 de enero de 1927. Villanueva se caracterizó por su buena técnica y a pesar de ello, su gran altura. Se consideraba que no recorría la cancha corriendo sino que la caminaba a trancos largos y la medía con la mirada.

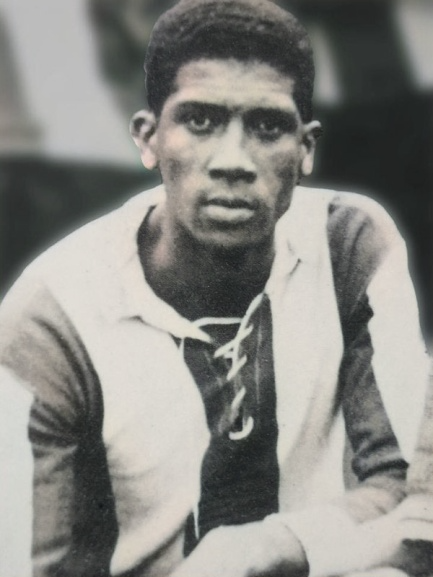
Alejandro "Manguera" Villanueva, primer ídolo de Alianza.

Debido a ello, en 1929 el equipo victoriano se limitó a pasearse los domingos por distintas haciendas y pueblos aledaños a Lima en busca de partidos informales, bajo el sobrenombre de Los Íntimos.
El 11 de junio de 1925, un equipo uruguayo llamado Belgrano llegó al Perú para enfrentarse a un equipo combinado conformado por las escuadras de Alianza y el Sport Progreso. En ese partido formaron jugadores como Eugenio Segalá, José Pavón, Alberto Soria, Filomeno García, Julio Quintana, Domingo García, José María Lavalle, Juan Bulnes, Guillermo Rivero, Alberto Montellanos y Jorge Koochoi Sarmiento. El partido se llevó a cabo en una de las canchas del Circolo Sportivo Italiano, el cual dejó como saldo su primer triunfo internacional para la dupla peruana, con el resultado de 2:1. En 1927 tuvo lugar su primer enfrentamiento con la Federación Universitaria, que posteriormente cambió su nombre a Universitario de Deportes; equipo que con el tiempo se convirtió en su rival por antonomasia en el fútbol peruano.
A mediados y finales de los años 1920, Alianza fue invitado a una gira a Costa Rica, financiada por los clubes Libertad y Herediano. El elenco aliancista llegó a tierra costarricense a finales del diciembre de 1927. El 1 de enero de 1928 se jugó el primer partido contra Herediano en el Estadio Nacional de San José. El encuentro terminó con la victoria del cuadro costarricense por 4:3. El 8 de enero se enfrentó a Libertad, donde en aquella oportunidad ganaron los blanquiazules por 0:2. En el transcurso de la semana, Alianza recibió un homenaje a su llegada a Santo Domingo de Heredia, donde derrotó a un combinado local por 2:3. El 15 de enero, Alianza tuvo la oportunidad de cobrarse la revancha frente a Herediano, ya que los aliancistas golearon por 1:4. Ante el triunfo del equipo blanquiazul, la afición de Costa Rica esperaba una victoria de Libertad, el próximo rival del equipo peruano. El 22 de enero, sin embargo, un gol aliancista convertido por Bulnes otorgaría la victoria a los peruanos por el resultado de 1:2. El 29 de enero, Alianza se trasladó a la provincia de Limón para enfrentarse a un equipo local, y luego, un día después, partieron a México para continuar la gira. Los mejores equipos mexicanos de la época fueron derrotados por Alianza: 1:2 al Atlante, 1:7 al Asturias (campeón mexicano de la temporada 1922-1923), 3:5 al tricampeón vigente América (las águilas ganaron el tetracampeonato al año siguiente), 2:3 al Español y 1:3 en un nuevo partido ante el América.
La Habana, Cuba fue escenario de cuatro partidos, donde empataron dos (1:1 y 2:2 ante Juventud Asturias e Hispanoamérica respectivamente) y perdieron también dos (6:1 en otro partido frente a Juventud Asturias y 4:3 frente al Cataluña). Regresaron a Costa Rica el 12 de abril para enfrentarse por última vez a Libertad y Herediano. Jugaron el partido el 15 de abril y fue una goleada en favor de Alianza (1:4). La caída del campeón nacional de Costa Rica, Herediano, por el abultado resultado de 1:8, ante la crítica de la prensa local y presión de diversos sectores, obligaron a la Federación Costarricense de Fútbol a prohibir partidos y giras internacionales por un año. La gira de cuatro meses y 21 días a Centroamérica, dejó como saldo para los íntimos 10 victorias, 2 empates y 3 derrotas, con Jorge Koochoi como máximo goleador con 14 goles, seguido por Alejandro Villanueva con 10, Lavalle, Bulnes y Montellanos con 5 y Neyra y Rivero con 4. En total hubo 51 goles a favor y 29 en contra.
De regreso al Perú, en 1928, la institución se ubicó en un bloque de la tercera cuadra de la Avenida Manco Cápac en el distrito de La Victoria, de donde nunca más salió y con el cual logró una gran identificación. En la década del 20 el equipo aliancista pudo obtener otro bicampeonato (1927-1928). En el año 1929, Alianza Lima fue castigado a perpetuidad por problemas con la F.P.F., ya que el Vicepresidente de Alianza en ese entonces, Enrique Vergara, le envió una carta informando que los jugadores aliancistas no participarían en la selección debido a que el club se encontraba en «una deplorable situación económica». Ante este hecho, el ente rector decidió suspenderlos.
No obstante, no duró mucho. En 1930, cuando el Atlético Tucumán de Argentina había derrotado a todos los equipos peruanos que le tocó enfrentar, los medios y los aficionados presionaron para que Alianza Lima jugase. En ese entonces, el equipo victoriano se limitaba a pasearse los domingos por los distritos y provincias de Lima en busca de partidos, bajo el sobrenombre Íntimos de La Victoria. Luego de un pacto entre la Federación Peruana de Fútbol y Alianza Lima, se les levantó el castigo impuesto para que puedan jugar frente al cuadro argentino, con la condición que aportasen jugadores el domingo siguiente para la selección peruana, que debía jugar el Sudamericano de Argentina. Alianza accedió y finalmente el domingo 9 de febrero de 1930, Alianza Lima goleó al Atlético Tucumán por 3:0. 
También en el año 1930 se llevó a cabo la primera Copa del Mundo en Montevideo, Uruguay. La selección peruana asistió a dicho acontecimiento teniendo en su plantel jugadores aliancistas como José María Lavalle y Alejandro Villanueva. Aquellos experimentados jugadores que disputaron la primera Copa del Mundo le dieron a Alianza Lima su primer tricampeonato en los años 1931, 1932 y 1933.

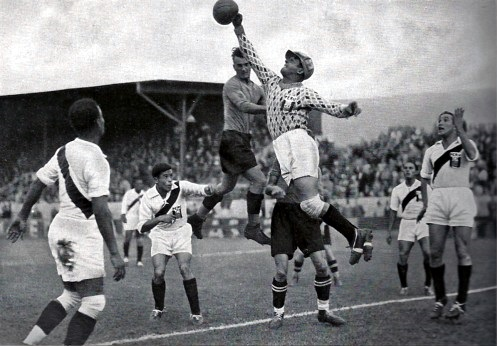
Juan Valdivieso, arquero aliancista durante los años 30.

Sobre el final de la década, se crea la primera versión del escudo que hoy luce Alianza Lima en su indumentaria oficial tomando como referencia el escudo de la Ciudad de los Reyes, motivo por el que la inscripción «Club Alianza Lima 1901» que hoy se ve en el escudo, al estar escrita en mayúscula, se lee como «CLVB ALIANZA LIMA 1901».

### Años 1930: el primer tetracampeón peruano
El club comenzó a hacerse popular internacionalmente luego de realizar una exitosa gira por Chile en la década del 30. Entre los partidos disputados destacó la goleada por 8:1 a Colo-Colo, luego de la cual el equipo fue considerado como el Rodillo Negro. Dicho equipo lo conformaron el arquero Juan Valdivieso, junto con un ataque donde destacaron Alejandro Villanueva, José María Lavalle, Adelfo Magallanes Campos, José Morales y Teodoro Fernández. El 15 de febrero de 1931, Alianza celebró sus 30 años de fundación con una victoria de 4:0 sobre el Hajduk Split de Yugoslavia.
El domingo 18 de noviembre de 1934, Alianza conquistó cuarto título de liga consecutivo, pero Universitario de Deportes lo derrotó en un partido de definición del Campeonato Peruano de 1934 el año siguiente. Dicho campeonato ha resultado polémico ya que la tabla de posiciones final sumaba los puntos del torneo de primeros equipos y 1/4 de los puntos del torneo de reservas en la clasificación general. Al quedar empatado el torneo de primeros equipos, el torneo de reservas le dio al Alianza Lima la ventaja final en la clasificación general por 0.25 puntos, después de la última fecha en la cual Alianza ganó al Universitario los partidos en ambas categorías. Universitario reclamó (consideraba esto injusto) y tras un partido de desempate ganó el torneo. Existe polémica en cuanto a esto pero tanto la FPF, la ADFP y la FIFA consideran a Universitario como el campeón de dicho año. En el año 2013 el club aliancista elevó ante la Federación Peruana de Fútbol una solicitud de rectificación acompañada de un expediente con todas las pruebas recopiladas por La Comisión de Investigación Histórica del Club.
Uno de los aportes más importantes que hizo Alianza al combinado nacional fueron con motivo de las Olimpiadas de Berlín 1936, donde fueron convocados Juan Valdivieso, Víctor Lavalle y como delanteros Adelfo Magallanes Campos, Alejandro Villanueva, José Morales y Eulogio García.
La alegría de los logros de la primera mitad de la década del 30 desapareció en el año 1938, luego de un campeonato deficiente, Alianza Lima ocupa el antepenúltimo lugar de la Liga Peruana, pero raramente debía jugar un partido extra y tras perder 0:2 ante el Sucre y descendió a al Primera División de Lima El motivo que llevó a una actuación tan deficiente en aquel año fue el rendimiento en declive de sus mejores jugadores, cercanos a la edad del retiro y que se negaban a dar paso a nuevas figuras.
En 1939, Alianza fue partícipe del torneo de la División Intermedia en el Rímac, específicamente en la cancha del Potao. Una gran cantidad de aficionados al club aliancista acudió a dicho escenario para ver jugar a los blanquiazules. Incluso en algunas crónicas de esa época se detalló que mientras la cancha de Potao se llenaba de gente, las tribunas del Estadio Nacional donde se jugaban los partidos de Primera División, lucían prácticamente vacías. En el debut, Alianza empató 0:0 con el Unión Carbone. No obstante, luego vino una racha de triunfos, entre ellos una goleada de 5:1 ante el Sportivo Uruguay, 2-0 al Juventud Gloria, 4-1 al Santiago Barranco, 2-1 al Juventud Perú, 1-0 al Atlético Miraflores, 1-0 al Lusitana y 4-1 sobre el Miguel Grau. En el último partido, la única derrota fue que Alianza cayó a manos del Centro Iqueño y Alianza acabó primero en el torneo, pero tuvo que jugar un partido decisivo frente a San Carlos (campeón de la Liga del Callao) para definir quién obtendría el pase a Primera División. Finalmente, Alianza ganó ese partido y volvió a la máxima categoría en 1940.

### Años 1940: superclásicos históricos y el adiós de un ídolo
En general, esta década no fue muy fructífera para el cuadro grone, ya que solo pudo obtener un campeonato más para su palmarés. Sumado a ello, durante los primeros años de la década del 40, falleció prematuramente a la edad de 35 años su máximo ídolo, Alejandro Villanueva, el 11 de abril de 1944. La causa de su fenecimiento fue la tuberculosis, enfermedad infecciosa que le resultó mortal.
El primer Superclásico del año 1947 encontró a Alianza Lima y a Universitario de Deportes nuevamente. Los cremas cumplían la peor campaña de su historia, sin embargo, aquel partido lo comenzaron ganando 3:1 de manera contundente. Alberto Terry, quien había debutado hace tres semanas, marcó el primer gol del encuentro a los 12 minutos del primer tiempo. Luego, aumentó la cuenta Teodoro Fernández con golpe de testa a los 23 minutos. Los íntimos reaccionaron mediante Félix Castillo, logrando descontar el marcador a los 33 minutos, luego de aprovechar un mal despeje del arquero estudiantil Jorge Garagate. Fernández, nuevamente, marcó el 3:1 vía penal cuando finalizaba el primer tiempo. En la segunda mitad, Alianza dio vuelta el marcador en ocho minutos. Primero, Herrera marcó el 3:2 a los 70'; después, el árbitro cobró falta dentro del área, Arce ejecutó y anotó el gol de la paridad a los 73', y en el minuto 78 luego de varios rebotes en el área merengue, el balón llegó a los pies de Carlos Gómez Sánchez, quien con disparo cruzado marcó el gol del triunfo y de una remontada que quedó en la historia por la circunstancia en la que se dio ya que luego de algunas fechas, Universitario finalizó el torneo como último en la tabla de posiciones, por lo que debió disputar un partido para mantenerse en la categoría frente al Sporting Tabaco; no obstante, nunca lo hizo pues la ANA (Asociación no Amateur) sorpresivamente resolvió anular el descenso sin dar explicaciones, en lo que fue una de las decisiones más controversiales del fútbol peruano.
El único título nacional que obtuvo Alianza Lima en los años 1940 fue el de la temporada 1948. Aquel equipo que se coronó campeón fue dirigido por un exjugador blanquiazul, Adelfo Magallanes. La base de ese equipo estuvo conformada por Legario, Fuentes, Arce, Silva, Gonzáles, Heredia, Félix y Roberto Castillo, Salinas, Vargas y Pedraza; el cual también tuvo el apelativo de Rodillo Negro. El equipo aliancista presentó un equipo con jugadores jóvenes y algunos veteranos. La experiencia fue representada en jugadores como Alejandro Gonzáles, y en el arco se encontraba Teódulo Legario, quien tenía muchos partidos con la institución en su haber. Al siguiente año, el 12 de junio de 1949, se produjo la goleada más abultada de los Superclásicos: 9:1. Alianza Lima con cinco goles de Juan Emilio Salinas goleó a su eterno rival, Universitario de Deportes. Veintidós días después se volvieron a enfrentar un 3 de julio, donde los cremas recibieron otra goleada, esta vez por el marcador de 5:0. Con ello, Alianza Lima le anotó 14 goles a la U en menos de un mes.

### Años 1950: el tercer bicampeonato y el profesionalismo
El profesionalismo futbolístico llegó al Perú en el año 1951. Atlético Chalaco fue el primer rival de Alianza Lima en esa nueva era. Alianza debutó en la profesional con un triunfo de resultado 2:1; los dos tantos aliancistas los anotó Roberto Castillo. Al año siguiente de debutar en el fútbol profesional, Alianza consiguió nuevamente el campeonato del fútbol peruano al finalizar primero en la tabla con 27 puntos, mientras que su escolta el Sport Boys terminó en la segunda casilla con 5 puntos menos. El campeonato de 1953 le fue esquivo a Alianza por solo un punto. El Deportivo Sucre finalizó el torneo en el primer lugar y fue el campeón. Sport Boys cedió dos jugadores al club aliancista en 1954, Guillermo Barbadillo y Valeriano López. Posteriormente se sumó al plantel Máximo Mosquera y en el mediocampo apareció un jugador polifuncional llamado Carlos Lazónpero.

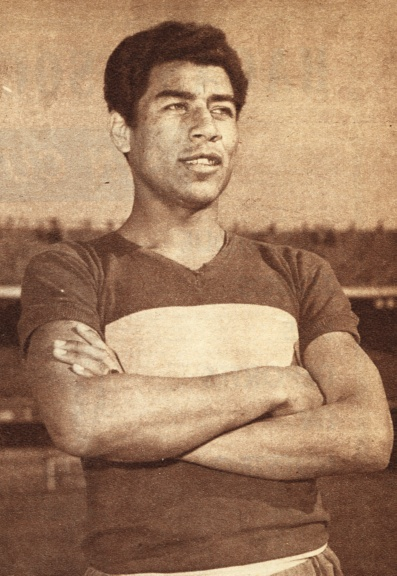
Victor Benitez Morales, jugador aliancista con trayectoria internacional.

A pesar del subcampeonato de 1953, al año siguiente consiguieron el título de 1954 para después volverse a coronar bicampeones en 1955. Cabe destacar la final disputada entre los clásicos rivales Alianza Lima y Universitario, donde los dos pelearon por el título de aquella temporada en un partido definitorio, el cual ganaron los blanquiazules. La dirección técnica del bicampeonato victoriano cayó sobre Adelfo Magallanes. La base del equipo aliancista la conformaron Heraclio Paredes, Félix Fuentes, Emilio Vargas, Emilio Salinas y Óscar Gómez Sánchez. Los jugadores Carlos Lazón, Barbadillo, Valeriano López, Máximo Mosquera, Teobaldo Guzmán, Teódulo Legario, Roberto Castillo, Manuel Gimaldo y Juan de la Vega se sumaron después. El 11 de julio de 1954 debutó en el equipo aliancista a los 17 años Víctor Benítez, quien ganó posteriormente la Copa Intercontinental con el Inter de Milán. El 26 de abril de 1956, Alianza goleó 6:1 al Club Aurora en la ciudad boliviana de Cochabamba y el 5 de agosto, Alianza enfrentó por primera vez al Sporting Cristal con victoria del cuadro blanquiazul por 2:1.

### Años 1960: el cuarto bicampeonato
La década del 60 significó la presencia de dos jugadores relevantes en su historia como lo fueron Víctor Zegarra, jugador de un toque destacable y habilidoso con el balón en los pies; y Pedro Pablo León, quien pasó parte de su niñez en Alianza y fue testigo de los logros conseguidos en años anteriores. «Perico», como se le apoda, debutó con la divisa aliancista el 17 de febrero de 1960. Los años 1960 trajeron al club blanquiazul muchas alegrías a nivel deportivo.
En 1962, con jugadores como Rodolfo Bazán, Adolfo Donayre, Wantuil da Trinidade, Juan de la Vega, Rivas, Rodolfo Guzmán, Víctor Zegarra, Pedro Pablo León y Víctor Rostaing lograron otro campeonato más. La incorporación del zaguero Wantuil da Trinidade, significó romper la tradición de jugar solo con futbolistas peruanos en el profesionalismo. El objetivo blanquiazul en el año 1963 fue defender el título ganado en la temporada anterior. La formación titular sufrió algunas modificaciones, siendo una de ellas la presencia de Manuel Grimaldo, jugador que se comprendía con su acompañante en la volante, Juan de la Vega. El iqueño Alfonso Donayre junto con Rivas se mantuvieron en la defensa. Alianza jugó el torneo de manera similar al año anterior, dejando a León como el máximo goleador del campeonato y a Bazán con más confianza como portero. Así, en 1963 Alianza logró un nuevo bicampeonato para su historia obteniendo en total 28 puntos, relegando al Sporting Cristal a la segunda casilla con 25. El equipo de Jaime de Almeida ofreció un fútbol ofensivo en todas sus líneas, donde se impuso el sistema 3-2-5 con un ataque conformado por Víctor Zegarra, Pedro Pablo León, Rostaing y Valle. En la volante estaban Manuel Grimaldo y De La Vega.

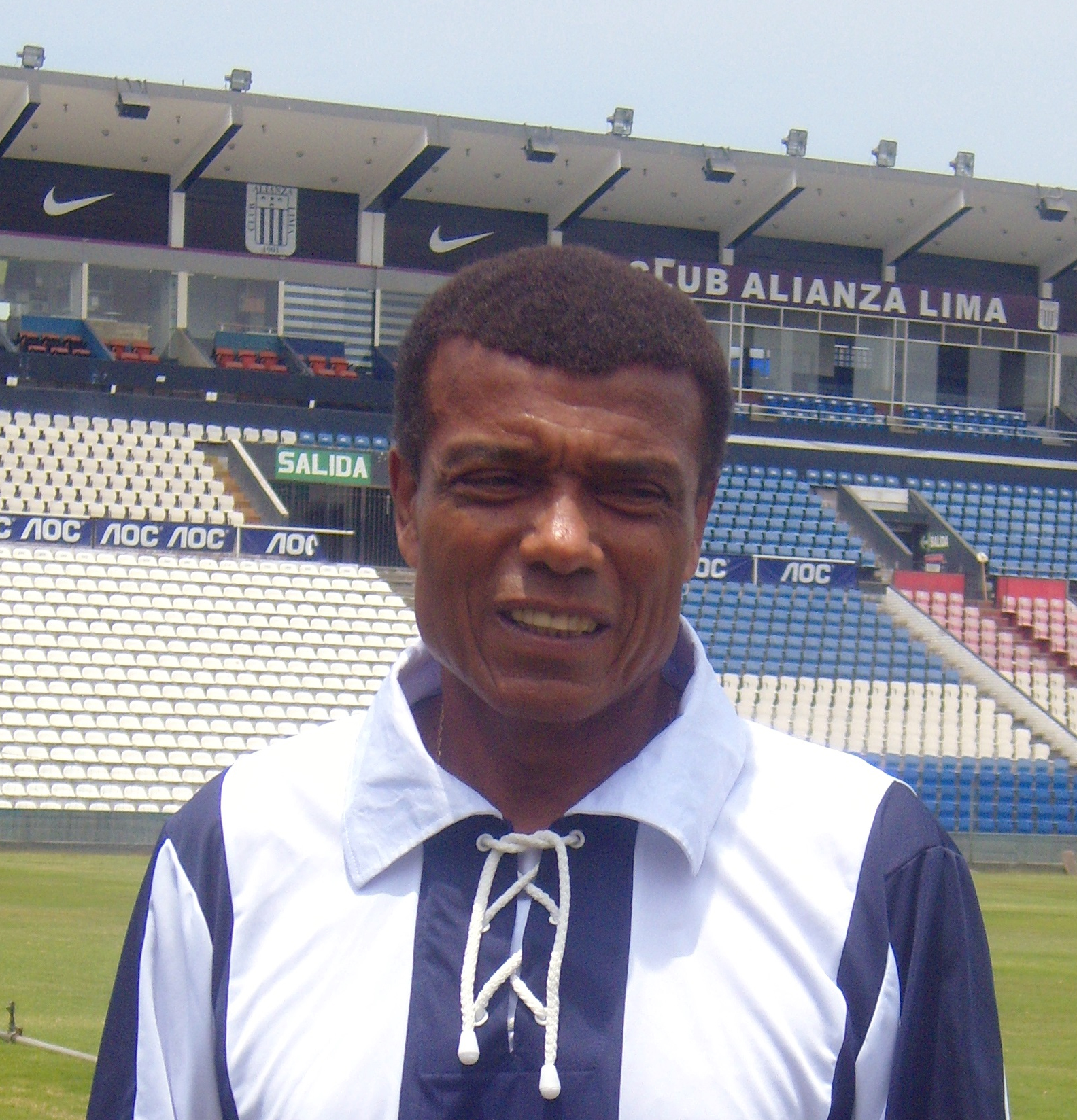
Teófilo Cubillas, máximo goleador peruano en mundiales.

Alianza volvió a sumar otra corona en 1965, donde contó con un muchacho surgido de las divisiones menores al cual apodaban «Babalú» y apellidaba Martínez, quien junto con «Perico» hicieron una delantera de gran nivel para el medio. A partir de 1966, el campeonato se volvió descentralizado. Más allá de los títulos conseguidos, los equipos peruanos de aquellos años denotaron un gran nivel futbolístico. Algunos ejemplos de ello son el debut copero de Alianza Lima como visitante en la Copa Libertadores el 26 de mayo de 1963, donde derrotó al Millonarios de Colombia en el estadio Nemesio Camacho El Campín, con tanto de Víctor «Pitín» Zegarra. La victoria de Alianza sobre Boca Juniors en La Bombonera en otro partido por Copa Libertadores el 10 de marzo de 1966. El 25 de abril de 1967, Alianza Lima goleó al Independiente de Argentina 6:1 con gran actuación de Julio Baylón. En 1967 también, debutó con la camiseta de Alianza Lima un muchacho del distrito de Puente Piedra llamado Teófilo Cubillas, quien fue una de las máximas figuras aliancistas durante casi una década.

### Años 1970: el Tándem de Oro (Cubillas y Sotil), época dorada y primer título internacional
Teófilo Cubillas fue la máxima figura del equipo aliancista en la década del 70. «Perico» León le puso el apodo de «Nene» cuando el puentepedrino a los 16 años comenzaba a ser parte del primer equipo. Cuando regresaban de una gira internacional, en el avión donde viajaba el plantel aliancista, la azafata se acercó y ofreció vino a los aliancistas, a lo que León dijo: «El nene (por Cubillas) bebe leche». Teófilo nació el 9 de marzo de 1949, en Puente Piedra. Jugó en el equipo Huracán Boys del distrito con tan solo 12 años. Desde su debut en la Primera División con camiseta de Alianza, su talento para jugar al fútbol lo convirtió en un ídolo del Perú.
El 7 de enero de 1971, una combinación de jugadores del Alianza y el Deportivo Municipal, con Teófilo Cubillas y Hugo Sotil como máximas figuras, logró derrotar por 4:1 al Bayern Múnich de Franz Beckenbauer y Gerd Müller. En 1971, también, debutó en el club grone José Velásquez, jugador que se convirtió en líder del equipo blanquiazul. Formaba parte de la defensa conformada por César González y Rafael Risco. Pedro Pablo León el 1 de diciembre de 1973, logró anotar cinco goles en un partido frente al Sportivo Huracán de Arequipa, que tuvo como resultado final un 7:0. En 1974 Alianza formó un equipo competitivo para el medio local, pero no pudo conseguir su objetivo, el título. En ese equipo que no pudo conseguir el campeonato en principios de los años setenta, estaba el arquero Román Villanueva, Manuel Mayorga y otros como el defensa Javier Castillo.

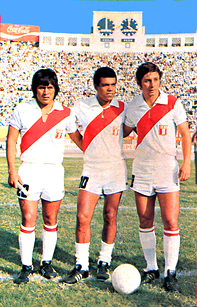
Hugo Sotil, jugador blanquiazul, junto a Teófilo Cubillas y Roberto Chale.

En esta década, Alianza Lima conformó un equipo totalmente nuevo con una generación de jugadores que harían historia con la institución al obtener los campeonatos de 1975, 1977 y 1978. En 1975 tuvo como Director Técnico al ya difunto Marcos Calderón y para el bicampeonato al argentino nacionalizado uruguayo Juan Eduardo Hohberg. El poder ofensivo se concentró en los jugadores Juan Rivero, Juan José Ávalos y César Cueto, jugador que se convirtió en ídolo por poseer quizás la mejor técnica que se ha visto en un futbolista peruano. Surgió de las divisiones menores, desde donde se sumó al plantel profesional, así como Salvador Salguero. El equipo campeón de 1975 estuvo conformado por José «Caíco» Gonzáles Ganoza; Palacios, Salguero, Castillo y Ramírez; Mayorga, Velásquez y Cueto; Zegarra, Ávalos y Gómez Laines. Víctor Zegarra se convirtió un referente del equipo, así como su hermano Andrés.
Cubillas, que partió a Portugal para jugar en el Oporto, volvió en 1977 a unirse y hacer dupla con Hugo Sotil. Alianza logró el título con el equipo formado por González Ganoza, Javier Castillo, Julio Ramírez, Salvador Salguero, José Velásquez, Hugo Sotil, Teófilo Cubillas, Freddy Ravello, Jaime Duarte; entre otros. Guillermo La Rosa se incorporó en la temporada 1978, cuando Alianza se proclamó campeón nuevamente. A finales de los setenta e inicios de los ochenta la institución contó con un número importante de jugadores de buen nivel que partieron al extranjero buscando las mejoras económicas que les pudieron brindar los países del norte como Estados Unidos, (Cubillas) Canadá (Velásquez), y Colombia (Cueto y La Rosa). Por estos años, Alianza ya contaba con el estadio Alejandro Villanueva en el barrio de Matute.
Cabe resaltar que en 1976 Alianza Lima consiguió el que hasta ahora es su único título internacional oficial, ese año se coronó campeón de la Copa Simón Bolívar 1976-II

### Años 1980: el accidente aéreo del Fokker y crisis deportiva
Un conjunto de factores hizo de la década del 80 la más desagradable en la historia del club. Alianza Lima a principios de los años ochenta contaba con un buen plantel de jugadores que marcaron la diferencia en el medio local. A pesar de ello, no podían conseguir campeonato alguno, pues desde hacía tiempo, aparte de tener como rival a Universitario, el Sporting Cristal tomó un papel protagónico en el Campeonato Peruano y se consolidó como el nuevo equipo grande del país. Fue así como los años pasaban y el equipo aliancista se olvidó lo que era festejar una conquista nacional nuevamente.
Por más de los esfuerzos de la directiva en traer refuerzos (entre ellos José Velásquez) para la temporada 1982, no alcanzó para lograr el título. La base del equipo se mantuvo como lo fue con Jaime Duarte, Gonzáles Ganoza, Rojas, y otros jugadores como Tomás Farfán, Carranza, Raúl Mejía, Eugenio La Rosa, Juan Illescas, Jorge Olaechea y Freddy Ravello. El año de 1983 marcó un cambio radical; el en ese entonces Director Técnico Juan José Tan promovió al primer equipo aliancista a los juveniles que realizaron una gira por Norteamérica y Europa. Fue así como los jugadores Humberto Rey Muñoz, Illescas, Duarte y Mejía, de experiencia en el equipo titular, abrieron paso para la aparición de nuevos nombres como William León, Luis Escobar, José Casanova y Pacho Bustamante. Teófilo Cubillas regresó al equipo en 1984 en medio de una crisis tanto deportiva como interna, donde varios jugadores estuvieron involucrados. En 1985 fue cuando los jugadores de las divisiones menores blanquiazules tomaron protagonismo en el equipo, de tal forma que surgió el apodo de los potrillos. Ese plantel quizás por su inexperiencia, perdió la final de la temporada 1986, cuyo título recayó en San Agustín. De esa manera obtuvieron el subcampeonato. Marcos Calderón llegó a Alianza Lima en 1987 con treinta años como entrenador a cuestas. Bajo su dirección técnica Alianza nuevamente fue uno de los animadores del torneo y se le empezó a conocer como el equipo del potrillo Escobar. Los periodistas dejaron a un lado las críticas por los años sin títulos y viendo las buenas actuaciones del equipo íntimo se animaron a decir que podía aparecer un nuevo Rodillo Negro. Los Superclásicos de esa época significaron muchas alegrías blanquiazules. El jugador que destacaba entre los demás fue Luis Escobar, quien con solo 18 años fue considerado un crack con un futuro muy prometedor. Los potrillos tuvieron partidos con goleadas contundentes a su favor como contra Universitario (4:0), el 3 de agosto de 1986, o el 5:1 que se dio luego, en un equipo donde destacaron: Daniel Reyes, Guadalupe, Claudio Tejada, Aldo Chamochumbi, César Sussoni, Ignacio Carretón, Alfredo Tomassini, (proveniente del Sporting Cristal) Johnny Watson, (proveniente del Sport Boys) Milton Cavero y el chinchano José Mendoza. El 1 de noviembre, en una nueva edición del Superclásico, Luis Escobar con golpe de cabeza decretó la victoria de Alianza sobre su clásico rival ante la presencia de 39.000 espectadores. Cuando el campeonato de 1987 agonizaba y parecía que por fin el título sería aliancista de nuevo, ocurrió una tragedia. El 7 de diciembre de aquel año, Alianza viajó rumbo a la ciudad de Pucallpa para enfrentarse en un partido correspondiente al campeonato nacional al Deportivo Pucallpa. Fue victoria aliancista por 1:0 con gol de Carlos Bustamante. Todo parecía decidido, y la afición grone empezó a especular con el ansiado campeonato, sin embargo, eso no ocurrió. Listos para regresar a Lima, el equipo íntimo arregló con la Marina de Guerra del Perú para retornar en un vuelo chárter a bordo de un avión Fokker el 8 de diciembre. A tan solo kilómetros de aterrizar en el Aeropuerto Internacional Jorge Chávez, luego de constantes esfuerzos por parte de un inexperto piloto, el avión cayó en el Mar a la altura de la localidad chalaca de Ventanilla. El accidente se llevó las vidas de 43 personas: 16 futbolistas, 5 miembros del cuerpo técnico, 4 dirigentes, 8 barristas, 3 árbitros y 7 tripulantes. El piloto fue el único sobreviviente del incidente.
Fallecieron entre otros: José Gonzáles Ganoza, José Mendoza, Gino Peña, Tomás Farfán, César Sussoni, Willy León, Daniel Reyes, Ignacio Garretón, José Casanova, Carlos Bustamante, Aldo Chamochumbi, Braulio Tejada, Johnny Watson, Alfredo Tomasini, Milton Cavero, Luis Escobar, junto con su director técnico Marcos Calderón, Andrés Eche, Washington Gómez, Santiago Miranda, Orestes Suárez y Rolando Gálvez.
La noticia del accidente dio la vuelta al mundo. Bobby Charlton, desde Londres, manifestó su tristeza de manera pública al enterarse de lo sucedido. Personalmente había vivido algo similar con la tragedia de Múnich el 6 de febrero de 1958, donde murió parte del plantel del Manchester United. Asimismo, el club uruguayo Peñarol jugó la Copa Intercontinental en Tokio con crespones negros en la camiseta, en un gesto de solidaridad con el equipo peruano. Un dramatismo muy fuerte rondó en la Ceremonia de Despedida. El último balón con el que los potrillos habían jugado en Pucallpa fue rescatado del mar y expuesto a los ojos de todos los hinchas aliancistas como el último recuerdo de los finados que perecieron en Ventanilla. En un partido amistoso, Alianza se enfrentó al Independiente de Argentina en el estadio Alejandro Villanueva, donde el equipo blanquiazul perdió por 1:2. José Velásquez anotó el único tanto blanquiazul, lo que significó el momento más emotivo del encuentro. Alianza Lima finalizó su participación en el campeonato de 1987 jugando con juveniles y algunos jugadores prestados por el club chileno Colo-Colo. La amistad entre esos dos clubes se hizo fuerte desde ese momento. Es así como Alianza volvió a las canchas de juego con un equipo reforzado por los chilenos José Letelier, Parcko Quiroz, Francisco Huerta y René Pinto. Teófilo Cubillas tuvo que dirigir y jugar a la vez. Alianza no pudo mantener el paso y el campeón fue Universitario de Deportes. El club, consciente de las dificultades se tuvo que recomponer a duras penas e incluso, sacaron del retiro a jugadores renombrados como fue el caso de Cubillas y otros que estaban a punto de hacerlo como César Cueto. Los dos volvieron a jugar para ayudar al club en ese momento que fue y es el más doloroso en la historia blanquiazul. Alianza Lima luego de una comprensible mala campaña peleó el descenso el año 1988, salvándose en las últimas fechas y el bajo nivel se mantuvo en años posteriores. Era protagonista como todo equipo grande, pero el título se hizo esperar, una espera que duró una década más.

### Años 1990: los nuevos potrillos y el resurgimiento
En los primeros años de la década del 90 la Dirección Técnica recayó sobre José Carlos Amaral. Entre las contrataciones, una de las más destacadas fue la del brasileño Rosinaldo López, ya que con el correr del tiempo se convirtió en el goleador del equipo blanquiazul. Jugadores como Wilmer Valencia, Parko Quiroz, Zegarra, Purizaga, Kanko Rodríguez, Rosinaldo López, Hinostroza, Vitito Reyes y Julio Altamirano se alternaban con frecuencia. Miguel Ángel Arrué llegó en 1993 para ser el entrenador. Su trabajo consistió en darle mayor importancia a las divisiones menores y juveniles, alternándolos en el primer equipo hasta que adquirieran experiencia para ser titulares. A esta nueva camada de jóvenes se les conoció también como potrillos. Uno de éstos jóvenes jugadores fue Waldir Sáenz, delantero que comenzó a brindar buen fútbol y una racha goleadora. Con 31 goles en el año se convirtió en la revelación de la temporada, y con el paso del tiempo, en el goleador histórico del club. José Soto y Juan Jayo Legario empezaron a sobresalir en el año 1994 junto con el argentino Kopriva, Juan Saavedra, Darío Muchotrigo y Marco Valencia quienes se alternaban con algunos refuerzos. Al año siguiente, 1995, Gerson Lente llegó al equipo aliancista proveniente del Ciclista Lima. Darío Muchotrigo se confirmó como titular y Jorge Ramírez empezó a destacar. En 1996 sucedió un hecho poco común: desde Europa, el Real Madrid de España con sus máximas figuras llegó a la capital peruana para enfrentarse en un partido amistoso a Alianza Lima. En la alineación titular destacó la presencia de César Cueto, «El poeta de la zurda», a sus 44 años. El episodio cumbre del partido, fue cuando se cambió a Cueto, y toda la afición que se encontraba en el Estadio Nacional gritó: «Olé, olé, olé, olé, Cueto, Cueto». También, ese mismo año llegó al plantel Marcelo Sossani y Marcelo Bujica, quienes aportaron para que Alianza Lima obtuviera el subcampeonato en aquella temporada.
Pasada una década de la tragedia, en 1997, el club victoriano se consagró campeón nacional luego de un partido en Talara, marcando el fin de las 18 largas temporadas sin campeonatos. El entrenador campeón fue el colombiano Jorge Luis Pinto, y con una campaña destacada, Alianza pudo dar la ansiada vuelta olímpica. La base del equipo campeón fue con Christian del Mar en el arco; Carlos Basombrio, Frank Ruíz, Víctor Hugo Marulanda y Marcial Salazar en la defensa; la volante estuvo conformada por Juan Carlos Bazalar, Juan Jayo Legario, Paulo Hinostroza y Marquinho; en el ataque jugaban Waldir Sáenz y Darío Muchotrigo. Entre los suplentes se encontraban Walter Machaca, Sandro Baylón, José Luis Reyna, César Rosales, Marco Valencia y David Chévez. Cabe destacar que en el Campeonato Descentralizado 1997 se implantó un nuevo sistema de campeonato con dos torneos al año: Apertura y Clausura. Alianza Lima ganó ambos torneos, Apertura 1997 y Clausura 1997, y se consagró como el mejor del año. El título de 1997 fue uno de los torneos más celebrados de la historia de Alianza Lima, que tuvo como goleador a Waldir Saénz con 14 tantos en 21 fechas aquella temporada. Luego del partido en Talara en el que Alianza se consagró con una victoria de 0:5 ante Torino, Alianza Lima jugó como nuevo monarca del balompié peruano la última fecha con una victoria de 5:0 ante FBC Melgar. Aquel partido se jugó en el estadio Alejandro Villanueva ante un lleno total de 35.000 espectadores.

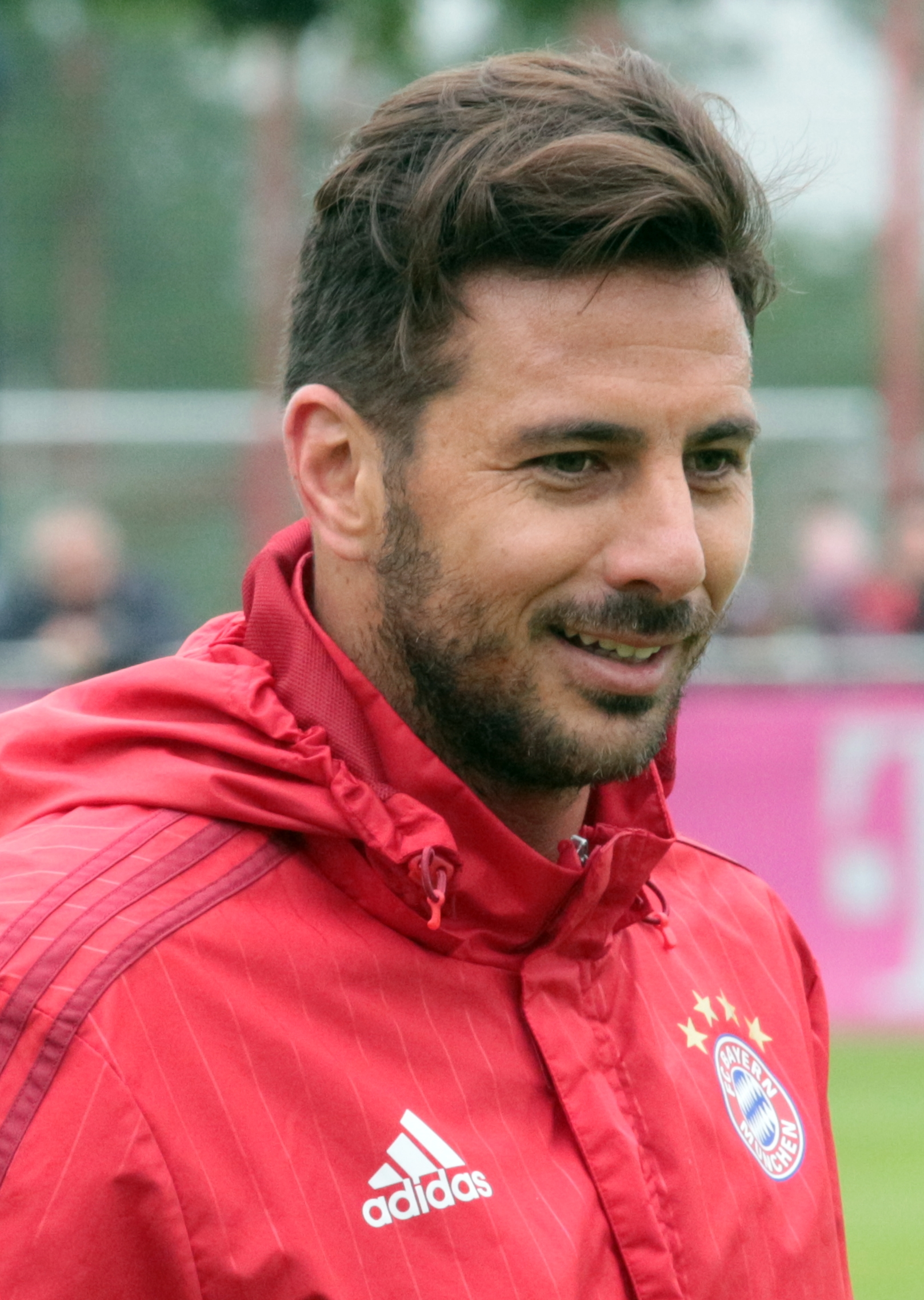
Claudio Pizarro, jugador de la cantera aliancista.

Al año siguiente, en 1998, Alianza participó en la ya extinta Copa Merconorte, en donde no pudo ubicarse en la primera casilla de su grupo, lo cual era requisito para avanzar a la segunda ronda. También clasificó a la segunda fase de la Copa Libertadores, en la que fue eliminado por Peñarol en definición por penales. Diferente fue la situación en la Copa Merconorte 1999, donde en una destacable actuación, quedó como líder de su grupo y la tanda de penales le impidió jugar la final. En el campeonato peruano, Alianza llegó a formar un buen plantel. Una clara prueba de ello fue la obtención del Torneo Clausura 1999, aunque no pudo hacer lo propio con el Título Nacional, teniendo que conformarse con el subcampeonato por diferencia de goles. En aquella temporada destacaron Claudio Pizarro, Tressor Moreno y Sandro Baylón como revelaciones.

### Años 2000: título en el centenario y tres nuevos campeonatos
A pesar de que los años 2000 fue una de las mejores décadas en la historia aliancista en cuanto a obtención de títulos, el primer día del año 2000 perdió por un accidente automovilístico a su jugador Sandro Baylón, zaguero y volante de 22 años. Alianza rindió una mala campaña en el Torneo Apertura del año 2000, ya que obtuvo resultados muy irregulares. No fue distinta la situación en el Torneo Clausura, donde su resultado más destacado fue la victoria frente a Unión Minas por 4:0 en Matute.
La afición aliancista vivió un momento especial con la llegada del año 2001. Era el año del centenario, y entre la hinchada grone se percibía un ambiente festivo. La directiva de entonces, consciente de la importancia de esa temporada para la institución, se esforzó sobremanera para armar un plantel que destacara sobre el resto en el medio local, para así tentar el título con mayores chances. El 14 de febrero del 2001, los íntimos se enfrentaron contra el equipo que los ayudó en la tragedia del 87: el Colo-Colo de Chile, aprovechando las buenas relaciones entre ambos clubes. El resultado terminó siendo favorable al cuadro peruano por 2:1.
Al final del Apertura 2001, tanto blanquiazules como celestes lograron 46 puntos en 22 fechas, por lo que se jugó un partido extra, el cual ganó Alianza por 2:1. Por esos años un joven Jefferson Farfán fue promovido al primer equipo por el técnico interino Jaime Duarte. Luego de una paupérrima campaña en el Clausura, Alianza solo esperó rival para enfrentarse a final de año. El rival fue el Cienciano del Cusco quien coincidentemente también celebraba su centenario en el 2001. El 22 de diciembre en el estadio de Matute, ante una masiva cantidad de aficionados, se jugó el partido de ida que ganó Alianza por el marcador final de 3:2. Luego en el partido de vuelta, que se jugó en Cusco, Cienciano ganó por la mínima diferencia. Cabe decir que en este año no se ejerció la regla del gol de visitante, por lo cual luego de jugados dos tiempos de 15 minutos se llegó a la definición por penales al tener como resultado global un 3:3. En una intensa resolución, los íntimos lograron el campeonato al vencer en la tanda de penales por 4:3. Así, Alianza se coronó campeón nacional en el año de su centenario.
En el Torneo Apertura 2002, Alianza, a diferencia del año anterior logró un punto más (47) de los 46 que le dieron el título en la temporada pasada. Durante el campeonato el equipo blanquiazul consiguió 14 victorias (8 jugando como local y 6 como visita) perdió en casa una sola vez y dos veces como visitante. Marcó un total de 43 goles y recibió 23, logrando una diferencia de 20 goles. No obstante, no le bastó para obtener el título. La campaña en el Torneo Clausura se vio condicionada por la sanción que le impuso la Comisión de Justicia de la Federación Peruana de Fútbol al equipo aliancista, que consistió en la reducción de tres puntos en la tabla del campeonato por la supuesta negación de pasar el control antidopaje en la ciudad de Sullana. De los 45 puntos obtenidos, solo se le reconocieron 42. Marcó en valla contraria 40 goles y recibió en contra 18 goles. Alianza fue invitado por la Federación Peruana de Fútbol a participar en la primera edición de la Copa Sudamericana como campeón nacional del Perú. En la primera fase, en la llave peruana le tocó enfrentarse a su clásico rival, Universitario de Deportes, al cual venció en los dos partidos, tanto en la ida como en la vuelta. Así, avanzó a la siguiente etapa del torneo. En la siguiente fase, jugó contra el Barcelona de Guayaquil, al cual previa tanda de penales, eliminó logrando así la clasificación a la tercera etapa. En esa instancia, derrotaron al Nacional de Uruguay en Matute por la mínima diferencia y en el partido de vuelta en Montevideo, por diferencia de goles no pudo seguir avanzando y quedó eliminado. Cabe hacer referencia al número de clásicos ganados por Alianza en el año 2002. En la temporada se jugaron un total de ocho clásicos. Por el Torneo Apertura se jugaron dos, en Matute y en el Nacional, donde los blanquiazules ganaron en ambas oportunidades. Por el Torneo Clausura también dos en los mismos escenarios previamente mencionados, y nuevamente Alianza ganó ambos. En los Play-Off por el Apertura, perdió uno y empató el otro. Por último, ganó los dos partidos jugados por Copa Sudamericana. En total, de ocho clásicos, ganó seis, empató uno y perdió uno.
A comienzos del año 2003, en la víspera de un nuevo Torneo Apertura, Alianza decidió como veces anteriores apostar nuevamente a sus divisiones menores. El equipo mostró respuestas muy favorables, y se consolidó con el correr de las fechas bajo la dirección técnica de Gustavo Costas. En este torneo también, Alianza logró mantener su hegemonía en los Superclásicos: empató en la primera rueda del certamen y luego, ganó por 2:1 a Universitario de Deportes. De esta forma aumentó la diferencia en el total de Superclásicos jugados a través de la historia del fútbol peruano. El título le fue esquivo a Alianza, ya que terminó segundo por detrás de Sporting Cristal. Gracias a los buenos resultados en el Torneo Clausura 2003, Alianza se ubicó en la primera casilla de un campeonato que recién había comenzado. Cuando se jugaban las últimas fechas, los jugadores decretaron una huelga indefinida por la falta de pago que recibían de sus clubes. Es así como la Agremiación de Futbolistas le informó de la situación a los miembros de la ADFP (Asociación Deportiva de Fútbol Profesional), quienes decidieron que los equipos jueguen con sus sub-20. Ésta medida trajo consigo más problemas que obligaron a la Federación Peruana de Fútbol a dar por terminado el Torneo Clausura 2003, nombrando como campeón a Alianza por la ubicación en que se encontraba al momento de la suspensión, además de su puntaje obtenido durante todo el año.
La Agremiación de Futbolistas, los miembros de la Asociación Deportiva de Fútbol Profesional y la Federación Peruana de Fútbol finalmente se pusieron de acuerdo y levantaron la huelga. Un partido definitorio fue programado para el sábado 31 de enero del año 2004. Alianza venció al Sporting Cristal por 2:1, victoria que le dio el título de la temporada 2003.
Alianza Lima ganó el Torneo Apertura 2004, donde el resultado más importante fue la goleada por 5:0 al Sporting Cristal. Para el Torneo Clausura se fue Jefferson Farfán al PSV Eindhoven holandés y Alianza sufrió una baja en su rendimiento. La caída ante el Melgar de Arequipa significó que el equipo se concentrara en el objetivo de ubicarse entre los seis primeros del torneo para poder ganarse el derecho de jugar el Play Off ante Sporting Cristal, que a la postre fue el campeón del Torneo Clausura 2004. El derecho lo ganaron en un partido frente a Cienciano en la altura de la ciudad del Cusco, donde en una jugada muy polémica, el mediocampista blanquiazul Aldo Olcese marcó el gol del empate en arco contrario cuando se suponía que debía hacer un movimiento de Fair Play. El resultado final de la eliminatoria fue un empate, por lo que se llegó a la tanda de los penales. El jugador celeste Norberto Araujo erró el penal decisivo, con lo que Alianza fue nuevamente bicampeón nacional.
Para el Torneo Apertura 2005, Alianza contrató al entrenador argentino Rubén Darío Insúa. Luego de jugadas catorce fechas del Apertura, con 15 puntos en la tabla de posiciones y ubicado en la séptima casilla, Insúa dimitió al puesto de Director Técnico de Alianza Lima. Wilmar Valencia fue contratado como entrenador por la nueva Comisión de Fútbol. El rendimiento del equipo bajo la batuta de Valencia no mejoró mucho, logrando el 20% de los puntos en disputa. Previamente a los partidos frente a Universitario de Deportes, Alianza Atlético de Sullana, Sporting Cristal y Cienciano, Wilmar Valencia puso su cargo a disposición. La Comisión, decidió entonces designar como nuevo entrenador a Roberto Challe. La decisión fue tomada luego de haber realizado un análisis en donde apreciaron aspectos deportivos, motivacionales y mediáticos. En los primeros partidos que dirigió Challe el rendimiento del equipo aliancista se mantuvo regular, y luego vino un alza evidente al ganar los últimos cuatro partidos del campeonato. El 2005 no fue un buen año para el club íntimo. Militó la mayoría de fechas en los últimos lugares de la tabla, por lo que Alianza buscó la manera de conseguir el título del siguiente año.
En el 2006, de la mano del entrenador uruguayo Gerardo Pelusso, Alianza Lima logró el Torneo Apertura. Le sacó 5 puntos de diferencia a Sporting Cristal y 9 a Unión Huaral, sus rivales más complicados en esta primera etapa. En lo que respecta a goles, Alianza Lima logró anotar en 33 oportunidades y tuvo la portería menos vencida, resaltando la figura del arquero íntimo George Forsyth que solo recibió 13 anotaciones. Su máximo goleador en la temporada fue Flavio Maestri. El «Tanque» anotó en total 13 goles, lo siguió Wilmer Aguirre con 10. Al final de la primera parte del año, restaba una fecha y Alianza mantenía la ventaja de un punto sobre Sporting Cristal. Con ese panorama llegó a la última fecha, en donde con un empate frente a Sport Boys le bastó para obtener el título. En la segunda mitad del año, todo pareció indicar que Alianza conseguiría el Clausura y por consiguiente, el campeonato nacional. Sin embargo, hubo una caída de rendimiento por parte del equipo y finalmente Cienciano se proclamó campeón, por lo que Alianza volvió a jugar un nuevo Play Off, tal como en el año del centenario, frente al cuadro incaico. Cienciano consiguió una victoria por la mínima diferencia en Cusco y Alianza lo derrotó 3:1 en Lima, lo que significó la corona número 22 en la historia del club.

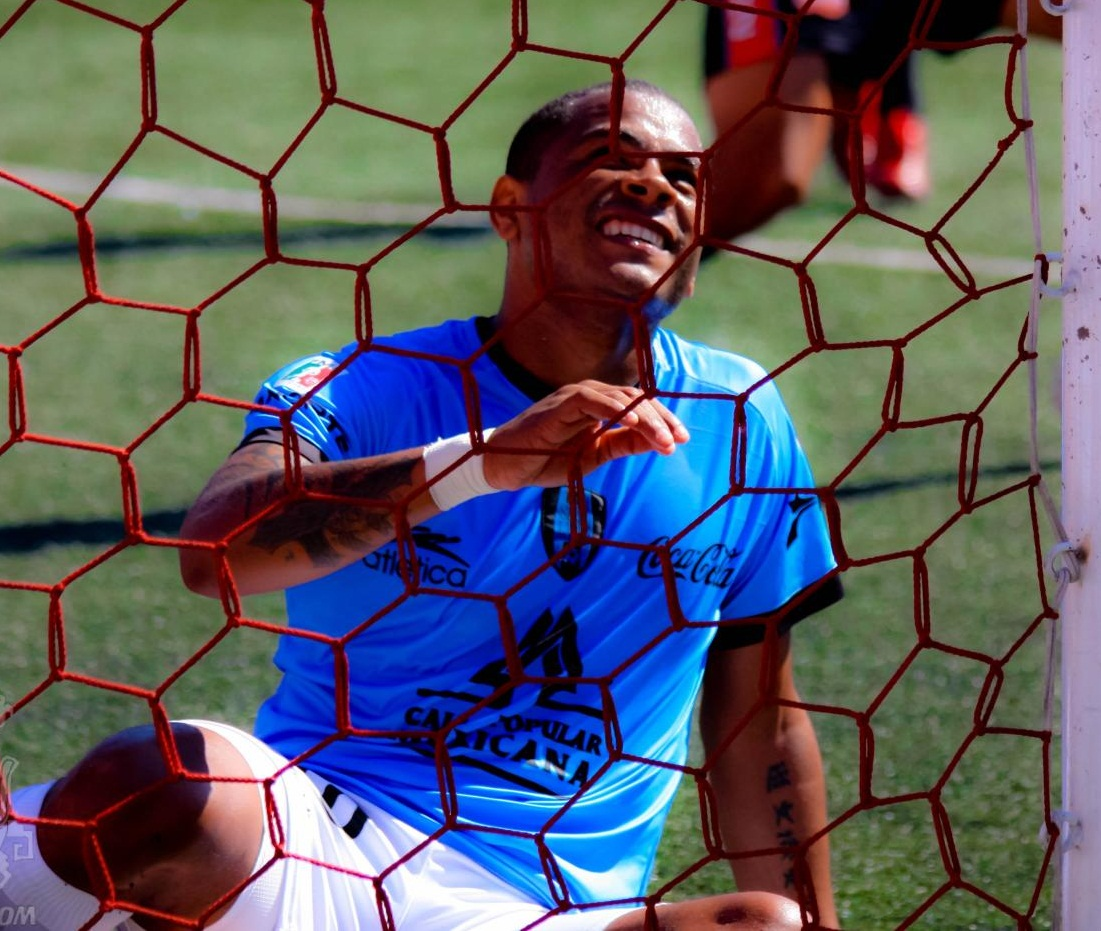
Wilmer Aguirre, jugador aliancista que campeonó en los años 2001, 2003, 2004, 2006, 2021 y 2022

Para la primera parte del año 2007 Alianza mantuvo el mismo Director Técnico. Gerardo Pelusso fue el encargado de guiar a los blanquiazules en el Torneo Apertura de aquel año. En el ámbito internacional, Alianza cumplió una pésima campaña en la Copa Libertadores. En el Apertura, pasaron las fechas y los resultados no eran los esperados. A esa altura ya era un rumor a voces la posible salida del entrenador uruguayo apenas terminara el torneo. El caso Roverano-Vera, terminó de hundir los intereses deportivos de Alianza en esa primera parte del año. Un descuido directivo de una deuda a estos dos jugadores que ascendió a los 90 mil dólares, causó una sanción al club que consistió en el quite de cuatro puntos en la tabla, esfumando así, toda aspiración de ganar el campeonato. De esa manera, el equipo blanquiazul nunca encontró el rumbo y terminó sexto al finalizar el Apertura. Al comenzar la segunda parte del año se confirmó la ida de Gerardo Pelusso del club victoriano y se contrató a otro uruguayo, Diego Aguirre. No fue muy distinta la campaña de Alianza en el Torneo Clausura. El entrenador no conocía el medio local y una serie de resultados insostenibles se encargaron de su rápida salida del club íntimo. El chileno Miguel Ángel Arrué fue nombrado por segunda vez en la historia del club Director Técnico del primer equipo. Consiguió muy buenos resultados apenas llegó al club, sacando al equipo del fondo de la tabla hasta ponerlo en una posición expectante. Lamentablemente para sus intereses, Alianza terminó cuarto por diferencia de goles con Cienciano que terminó tercero. En resumen el 2007 fue un mal año para Alianza, ya que no logró el campeonato nacional ni llegó a alcanzar puestos de Copa Libertadores de América ni de Copa Sudamericana.
Durante el 2008, Alianza Lima contó con tres entrenadores. Miguel Ángel Arrué siguió dirigiendo al equipo íntimo tanto en la pretemporada como en los primeros partidos del Torneo Apertura. No obstante, por el bajo rendimiento y los magros resultados (antepenúltima posición con 9 puntos en ocho encuentros disputados), fue cesado del cargo el 30 de marzo. Su reemplazante, de forma interina, fue el exjugador y capitán aliancista José Soto Gómez. Los malos resultados continuaron bajo su dirección técnica, lo que desembarcó en la contratación del entrenador venezolano Richard Páez, quien dirigió a los blanquiazules hasta la fecha 23 del Torneo Clausura. Alianza se encontraba en puestos de descenso, y las últimas fechas sirvieron para definir la suerte del elenco victoriano. Ante un pedido de la dirigencia, José Soto decidió volver a dirigir a Alianza Lima en el tramo final del torneo, donde el único objetivo era salvar la categoría, dado que los puestos de copas internacionales eran una realidad ya lejana. Finalmente, luego de importantes victorias ante José Gálvez y Sporting Cristal en el estadio de Matute, Alianza logró la permanencia en la penúltima fecha, pues Sport Ancash empató 2:2 con Atlético Minero, resultado que le permitió continuar en Primera División.
El formato del campeonato peruano sufrió variantes significativas en el 2009. El número de equipos participantes aumentó a 16 y la primera parte del torneo constó de 30 fechas en enfrentamiento directo ida y vuelta. Luego, al llegar a la segunda parte del campeonato, los equipos fueron separados en dos grupos de ocho según su posición final: los que terminaron en las posiciones pares fueron a un grupo y los impares a otro. En estos grupos el puntaje no volvió a cero; cada equipo empezó con el puntaje hecho en la fase regular. Así, los líderes de ambos grupos disputaron el Título Nacional en dos Play Offs. Al llegar a dicha instancia, Alianza solo logró el subcampeonato, pues cayó como visitante por 1:0 en el partido de vuelta frente a Universitario (previo 0:1 en la ida). A diferencia de las dos campañas anteriores, el equipo aliancista clasificó a la Copa Libertadores al ganar su grupo respectivo. Durante toda la temporada, Alianza estuvo bajo la dirección técnica de Gustavo Costas.

### Años 2010: el proceso concursal y un nuevo título
En el año 2010, el equipo continuó con el comando técnico liderado por Costas. La pretemporada se realizó en Sierra de la Ventana, Argentina, con el objetivo puesto en la Copa Libertadores 2010. En dicho certamen realizó una campaña destacada, resaltando la goleada 4:1 que le propinó al en ese entonces vigente campeón de América y subcampeón del mundo, Estudiantes de la Plata. Perdió el primer lugar de su grupo en la última fecha, pero accedió a octavos de final como el mejor segundo del torneo. En esa instancia enfrentó a la Universidad de Chile, quien ganó en Lima por el resultado de 0:1 en el partido de ida. En Santiago, el cuadro aliancista consolidaba su acceso a cuartos de final al ganar 1:2 en el estadio de Colo-Colo. Sin embargo, en una polémica decisión, el árbitro principal decidió validar un gol que había sido anulado por el juez de línea. Así, con el resultado final de 2:2, el cuadro grone quedó entre los 16 mejores equipos de América. Las partidas de sus principales figuras en la Libertadores como Wilmer Aguirre y José Carlos Fernández, hicieron que el equipo perdiera terreno en su lucha por el título nacional, el cual mantuvo su formato del año anterior. De esta forma, acabó a 14 puntos del líder del grupo impar, la Universidad de San Martín. El nuevo objetivo de Alianza Lima era entonces obtener el cupo como Perú 3 a la Copa Libertadores 2011. En las últimas fechas del Descentralizado disputó dicha clasificación con su eterno rival, Universitario. Al término de las 44 fechas regulares, Alianza obtuvo el pase a la primera fase de la Libertadores, relegando a Universitario a la Copa Sudamericana. Alianza finalizó el campeonato en el tercer lugar de la tabla general.
En el año 2011, Alianza logró una buena campaña que lo llevó a la Copa Libertadores 2012 y la final del Descentralizado, la cual perdió ante el Juan Aurich en definición de penales.
En el año 2012, anduvo en medio de una crisis generalizada ya que el club fue intervenido por el Estado y puesto a cargo de una Administración Temporal. En esta temporada el equipo no logró clasificar a un torneo internacional y estuvo en peligro incluso de bajar de categoría. En la segunda mitad del año, se vivió una situación similar en cuanto a resultados, y si bien no estuvo en juego la pérdida de la categoría, no se llegó a clasificar a un torneo internacional.
El año 2013 se inició promisoriamente con la consolidación de Yordy Reyna, un jugador canterano que había mostrado grandes condiciones en la temporada anterior. Las primeras fechas del torneo encontraron al equipo en la primera posición. Sin embargo después de un receso se empezó a sufrir derrotas inesperadas, perdiéndose la posición de privilegio. Además en una decisión que muchos consideraron apresurada, la Administración Temporal del Club decidió vender a Reyna al Red Bull Salzburg de Austria. Los malos resultados se sucedieron y el técnico Wilmar Valencia se vio obligado a renunciar. En la segunda etapa el equipo se reforzó y logró mejores resultados, pero los puntos perdidos en la primera etapa impidieron que se llegue a la final.
En el 2014, con un nuevo técnico, el uruguayo Guillermo Sanguinetti, el equipo arrancó muy bien el año ganando el Torneo del Inca, después de vencer en una apretada final jugada en el Estadio Miguel Grau del Callao a la Universidad San Martín, después de empatar 3 a 3 en un partido que llegó al tiempo suplementario y ganando por penales 5 a 3. En el torneo destacaron las figuras de Walter Ibáñez, Mauro Guevgeozián, Pablo Míguez y Julio Landauri. En el Torneo Apertura el equipo fue muy irregular y para el Torneo Clausura, el cuadro blanquiazul quedó 2.º, luego de perder en un partido extra, jugado en Arequipa, con Sporting Cristal.
En el año 2015, el equipo blanquiazul logró hacer una buena campaña en el Torneo del Inca, quedando subcampeón tras caer por un marcador de 3 a 1 frente a la Universidad César Vallejo, luego de haber ganado en la semifinal, curiosamente, a la Universidad San Martín; sin embargo, en el campeonato tuvo una campaña irregular quedando en el puesto 9º, habiéndose quedado sin chances de clasificar a un torneo internacional.
En el año 2016, se celebraría la edición número 100 del Campeonato Peruano, en el cual Alianza Lima arrancó muy bien en el Torneo Apertura, pero decayendo su rendimiento para el Torneo Clausura, clasificándose a la Liguilla B, para que al culminar las fechas no lograse entrar a los play-offs, al quedar a 3 puntos del 4º lugar, ocupado por Deportivo Municipal.

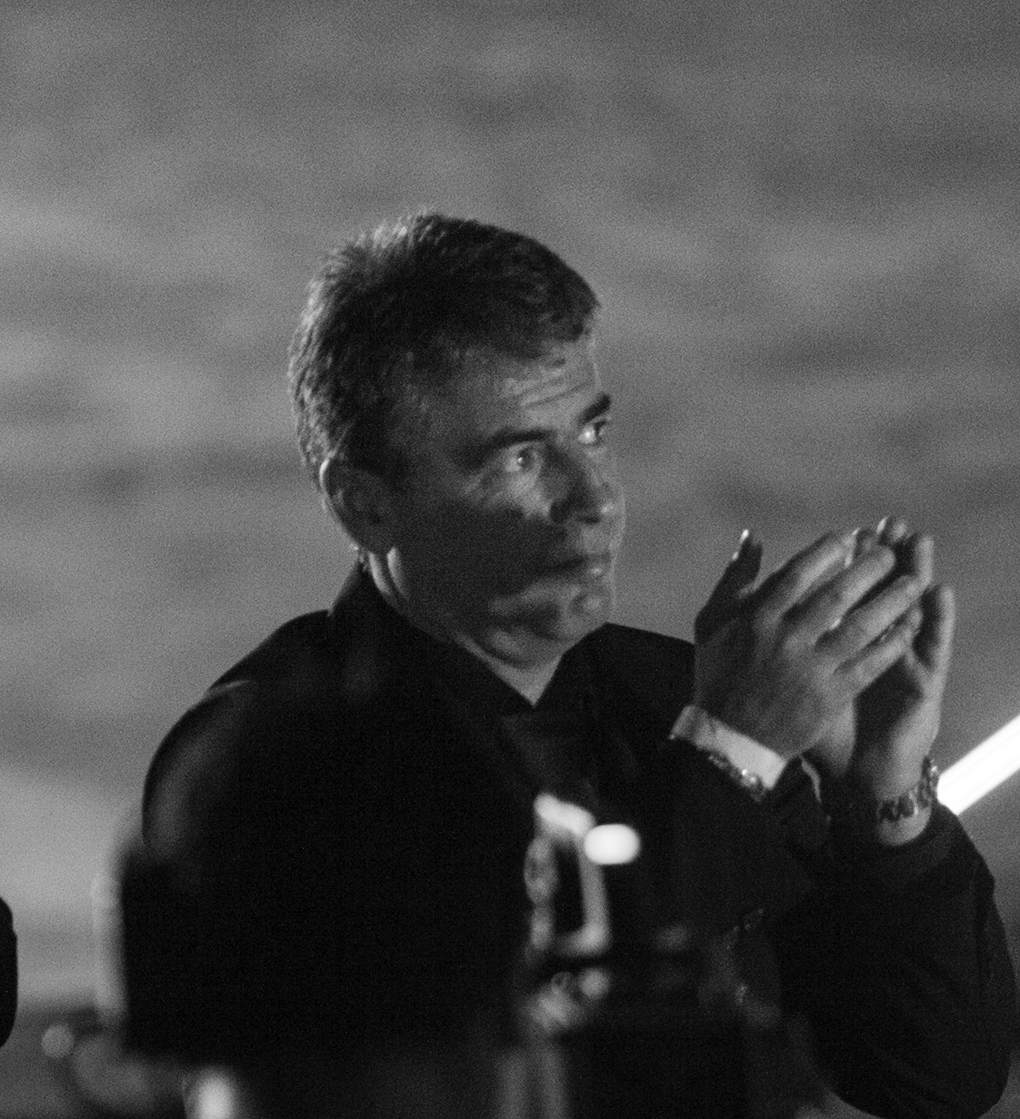
Pablo Bengoechea Dutra, entrenador campeón en 2017.

En el año 2017, llegaría el director técnico Pablo Bengoechea, en la que sería la participación n.º 100 de Alianza Lima en el Campeonato Peruano, empezó con un regular rendimiento el Torneo de Verano, quedando en el 2º lugar del Grupo B, a 4 puntos del líder Universidad Técnica de Cajamarca, para el Torneo Apertura, el equipo tendría buenos resultados, ocupando el primer lugar al término de las 15 fechas, empatando en puntos al Real Garcilaso, pero que en ese tiempo contaba con una reducción de puntos que luego sería absuelta por el TAS, para el Torneo Clausura, el club seguiría logrando buenos resultados, pugnando por el campeonato después de 11 años. 
En el año 2018, el equipo empezaría mal en el Torneo de Verano, y en el Torneo Apertura, aunque consiguió el subcampeonato. Para el Torneo Clausura, el club bajo el mando de Pablo Bengoechea volvería a ser subcampeón, pero debido a que quedó 3º en el acumulado, logró clasificarse a las semifinales, empatando 3:3 a Melgar de local y empatando 2:2 de visita, para luego ganar 0-2 en los penales y clasificar así a la final del torneo, en la que perdería en la ida por 4:1 y en la vuelta por 3:0, obteniendo el subcampeonato.
En el año 2019, el club contaría con el DT Miguel Ángel Russo en la primera mitad del año, pero los malos resultados en el Torneo Apertura, hicieron que fuera despedido. En la Copa Bicentenario, el equipo tuvo un rendimiento regular al vencer a Sport Victoria y empatar frente a Melgar, pero ni con el regreso de Pablo Bengoechea, lograría llegar a octavos de final, al ser goleado por Deportivo Binacional en la última fecha. Para el Torneo Clausura, Alianza Lima tuvo un buen rendimiento, peleando cada partido el liderato de la tabla con su clásico rival Universitario de Deportes, llegando a campeonar al término de la última fecha. En los play-offs, se enfrentaría en la semifinal contra Sporting Cristal, ganando en la ida por 1:0 y empatando en la vuelta por 1:1, logrando su pase a la final, en la que perdería en la ida por 4:1 y ganaría en la vuelta por 2:0, obteniendo el subcampeonato por segundo año consecutivo.

### Años 2020: el séptimo bicampeonato

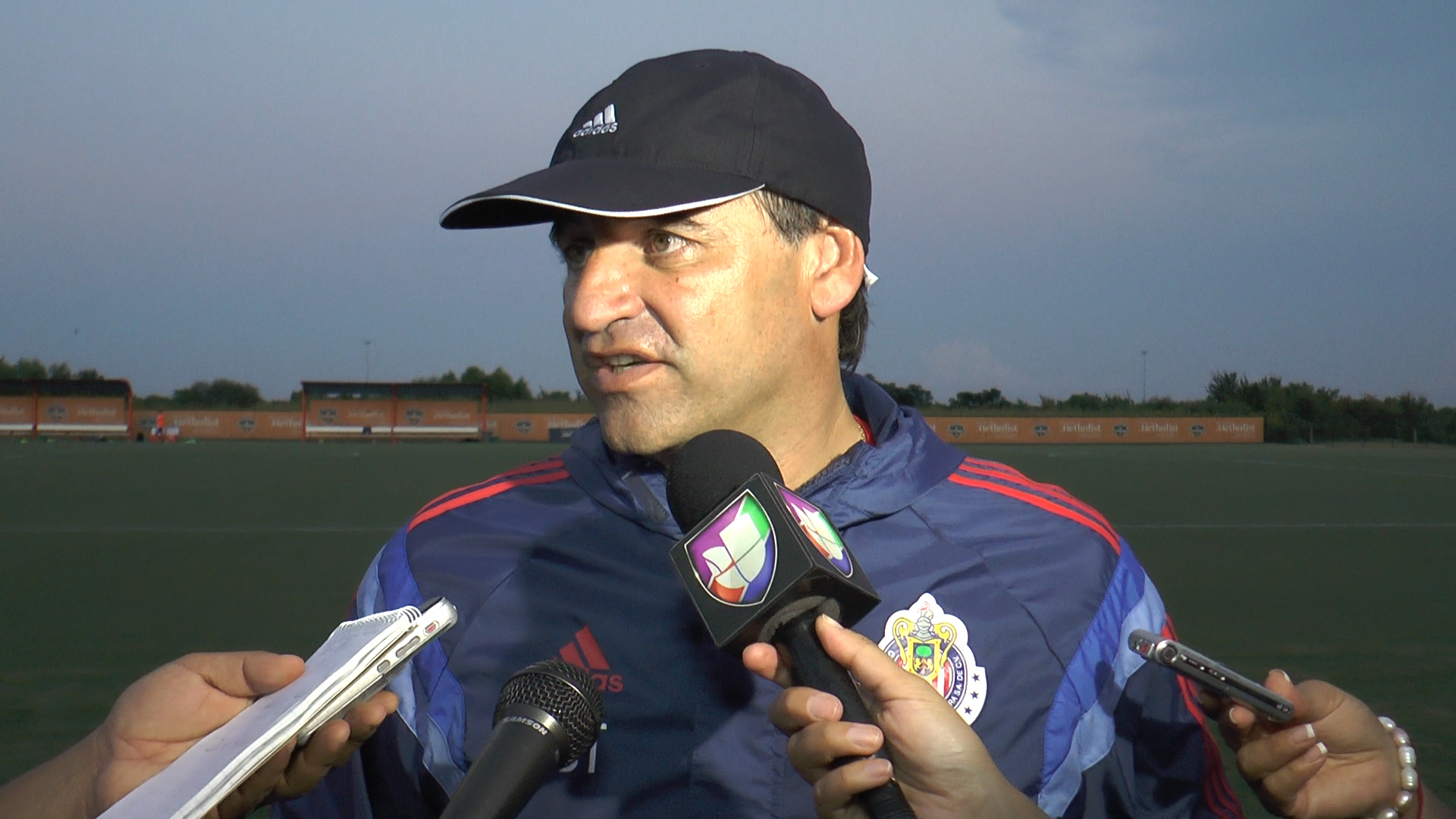
Carlos Bustos, entrenador campeón en 2021.

En el año 2020, el club inició con malos resultados en el Torneo Apertura, lo que ocasionaría la renuncia de Pablo Bengoechea y la posterior contratación de Mario Salas. Después de campaña deficiente en Copa Libertadores y en la Liga 1, Salas fue despedido, y la directiva colocó a Daniel Ahmed como entrenador del primer equipo. Sin embargo, el equipo continuó con malos resultados. El equipo llegó a la última fecha en la posición 17, empatado en puntos con Carlos Stein, en la posición 18. En la última fecha, tras una derrota ante Sport Huancayo, y un empate de Carlos Stein, Alianza Lima iba a perder la categoría, sin embargo, desde agosto de 2020, el club había iniciado un reclamo ante la Federación por el reiterado incumplimiento de las normas económicas de Carlos Stein y otros clubes. Esto fue desestimado por la Federación Peruana de Fútbol; recién en enero de 2021, Alianza Lima organizó su defensa frente a esa resolución y antes que quede consentida, interpuso su recurso de apelación contra la resolución N°003-TCL-2021 del 27 de enero de 2021, ante el Tribunal de Arbitraje Deportivo, con un equipo multidisciplinario, comandado por el dirigente César Torres. Finalmente, el TAS resolvió castigar a Carlos Stein con la pérdida de puntos, por lo tanto fue relegado a segunda división.
En el año 2021, tras una regular Fase 1, el nuevo técnico Carlos Bustos decidió cambiar su tradicional sistema 4-3-3 a un 3-5-2 debido a que no contaba con laterales netos y sus defensas en general carecían de experiencia. Posteriormente, Alianza ganó con amplia ventaja la Fase 2 a falta de 2 fechas para que culmine el torneo y levantando el trofeo en la última fecha tras poder completar la bolsa de minutos. Disputó la final nacional con Sporting Cristal, Alianza ganó en el partido de ida contra Sporting Cristal 1:0 con gol de Hernán Barcos tras un gran pase de Wilmer Aguirre y en el partido de vuelta se empató sin goles, conquistando Liga 1 2021. El equipo del técnico argentino consiguió una racha de 21 partidos invictos, una de las mejores rachas en la historia del equipo íntimo. En toda la temporada temporada, el equipo solo perdió 2 partidos contra Sporting Cristal.
En el año 2022, el equipo le renueva la confianza al técnico Carlos Bustos debido a su exitosa campaña 2021 y se refuerza con nombres importantes como Christian Ramos, Pablo Lavandeira y Cristian Benavente. Tras un Torneo Apertura regular y tres resultados negativos consecutivos a mediados del Torneo Clausura, el estratega argentino es destituido del puesto y en su lugar toma el mando del primer equipo Guillermo Salas, un histórico exjugador del club que formaba parte del comando técnico actual. Con el 'Chicho' a la cabeza, Alianza logra remontar los malos resultados del inicio del torneo y consigue victorias importantes de visitantes en plazas como Cusco y Ayacucho, comúnmente difíciles en territorio peruano por su altura geográfica. Al mismo tiempo, el equipo se volvió invencible en su estadio consiguiendo triunfos vitales, convirtiéndose así en el Ganador del Torneo Clausura 2022 y permitiéndole jugar la Final Nacional 2022. Enfrentó en la final a FBC Melgar quien previamente había vencido a Sporting Cristal en las semifinales. Marcador global 2-1 con goles de Yordi Vílchez y Pablo Lavandeira, permitiendo que Alianza Lima se convierta en bicampeón nacional nuevamente, sumando su séptimo bicampeonato en la historia del cuadro aliancista. 
En 2023, luego de importantes fichajes, Alianza Lima ganó el Torneo Apertura de forma anticipada y con 7 puntos de ventaja sobre el segundo. La extensa suma de lesiones complicaron el desempeño del equipo tanto en la Copa Libertadores (donde tuvo un desempeño discreto pero donde logra sumar su primera victoria de visitante en mucho tiempo) como en el Torneo Clausura, quedando apenas segundo y clasificando a la final nacional. Perdería la definición del título ante Universitario de Deportes por marcador global de 3:1, pese a haber quedado por encima en el puntaje acumulado. Cabe mencionar que la polémica salida de "Chicho" Salas de la dirección técnica a inicios del Torneo Clausura y el poco tiempo de ajuste con el nuevo técnico uruguayo Mauricio Larriera fueron otros detonantes para los malos resultados del final.
En el 2024 se contrató jugadores y cuerpo técnico con miras a implementar un sistema 3-5-2 de corte físico y con mucha intensidad en todos los sectores del campo, planteamiento inédito para el estilo de juego de Alianza Lima. Tras un inicio complicado por el corto tiempo de adaptación, en particular en la defensa, el equipo bajo la dirección de Alejandro Restrepo empezó a encontrar su juego, en particular en la Copa Libertadores, donde no se ganaron partidos, pero se compitió en todas las canchas. Sin embargo, la poca experiencia de algunos jugadores, la venta de elementos clave, como Kevin Serna, así como otra ola de lesiones, marraron las posibilidades del equipo. La salida prematura de Restrepo y el bajo aporte de Mariano Soso en los últimos meses del año sólo contribuyeron al descalabro final. Alianza quedó 4to en el torneo local.
En el 2025 se reformuló el Primer Equipo. Llegó Franco Navarro (hombre identificado con el club) como Director Deportivo y también regresó José Bellina como Gerente Deportivo. EL entrenador escogido fue Néstor Gorosito, inicialmente cuestionado por parte de la hinchada debido a su filosofía "anticuada" de ver el fútbol. Sin embargo, la identificación del DT con el fútbol atildado del club, sumado a la contratación de jugadores de buen pie, con experiencia en selecciones y con una sólida cultura de grupo, además de una pretemporada adecuada, ha dado frutos iniciales en Alianza Lima. A la fecha, Alianza ha superado la fase previa de la CONMEBOL Libertadores 2025 (contra Nacional de Paraguay, Boca Juniors de Argentina y Deportes Iquique de Chile) con resultados inéditos para el equipo. Aunque en esa misma temporada fue eliminado de la fase de grupos tras perder 0-2 con Talleres de Córdoba en la fecha 5.

## Palmarés

### Torneos nacionales oficiales
- Primera División del Perú (25):[150] 1918, 1919, 1927, 1928, 1931, 1932, 1933, 1948, 1952, 1954, 1955, 1962, 1963, 1965, 1975, 1977, 1978, 1997, 2001, 2003, 2004, 2006, 2017, 2021, 2022.
  - Investigaciones realizadas en los últimos años por la Comisión Histórica[151] del club señalan que el campeón de 1934 sería Alianza Lima,[152] es por eso que el club lo registra así en su página oficial desde el año 2001.[150] Sin embargo, la FPF y la ADFP señalan como campeón a Universitario.[153] Desde 2013, existe un reclamo formal a la FPF para rectificar el palmarés, aún sin respuesta.[154]
- Copa del Inca (1): 2014.
- Copa de Campeones del Perú (1): 1919.
- Supercopa Movistar (1): 2018.[155]
- Torneo Apertura (5): 1997, 2001, 2004, 2006, 2017.[156]
- Torneo Clausura (7): 1997, 1999, 2003, 2017, 2019, 2021, 2022[157]
- Torneo Descentralizado (2): 1986, 1987.
- Torneo Descentralizado «B» (1): 1988.
- Torneo de Primeros Equipos (3): 1931, 1932, 1933.
- Torneo de Promoción y Reserva (5): 1934, 1941, 2011, 2022
- Campeonato de Apertura (4): 1947, 1949, 1950, 1963.
- Ascenso a la División de Honor (1): 1939
- Subcampeón de la Primera División del Perú (21): 1930, 1934, 1935, 1937, 1943, 1953, 1956, 1961, 1964, 1971, 1982, 1986, 1987, 1993, 1994, 1996, 1999, 2009, 2011, 2018, 2019.[158]
- Subcampeón del Torneo Apertura (4): 1999, 2002, 2003, 2018.[159][160]
- Subcampeón del Torneo Clausura (4): 1998, 2002, 2014, 2018.[161][162]
- Subcampeón del Torneo Descentralizado (3): 1985, 1993, 1996.

### Torneos regionales oficiales
- Torneo Regional - Zona Metropolitana (4): 1981, 1985, 1989-I, 1990-II.[163]
- Torneo Interregional (2): 1977.[164][165]
- Subcampeón del Torneo Regional - Zona Metropolitana (3): 1982, 1984, 1986.[38]

### Torneos internacionales oficiales
- Copa Simón Bolívar (1): 1976.[166][167][168]

### Torneos amistosos nacionales
- Subcampeón del Torneo Fernando Magill (1): 1971.[169]
- Subcampeón del Cuadrangular 80 Años del Club Alianza Lima (1): 1981.
- Cuadrangular de Verano (1): 1990.[170]
- Subcampeón de la Copa Clásica (2): 1990, 1992.[171][172]
- Copa Aniversario 90 años Alianza Lima (1): 1991.
- Copa de la inauguración del Estadio Monumental de la UNSA (1): 1995.
- Noche Blanquiazul (8): 1995, 1996, 2002, 2013, 2014, 2015, 2016, 2019.
- Subcampeón de la Noche Blanquiazul (9): 1997, 2001, 2008, 2009, 2010, 2012, 2017, 2018, 2020.
- Copa El Gráfico-Perú (2): 1999, 2003.[173]
- Subcampeón de la Copa Verano-Cerveza Cusqueña (1): 2005.[174]
- Noche Rojinegra (1): 2010.
- Copa San Juan (1): 2011.[175]
- Copa IPD (1): 2011.
- Copa Depor (1): 2011.[176]
- Subcampeón de la Copa Centenario de los Submarinos Peruanos (1): 2011.[177]
- Copa Clásica MAGLI (1): 2012.[178]
- Inka Cup (1): 2012.[179]
- Subcampeón de la Copa Mall del Sur (1): 2016.[180]
- Subcampeón de la Copa AOC (1): 2016.[181]

### Torneos amistosos internacionales
- Copa Colonia Peruana (1): 1928
- Subcampeón de la Copa del Pacìfico (1): 1949, 2016
- Subcampeón de la Copa Marlboro (1): 1990
- Subcampeón de la Copa Ciudad de Lima (1): 1993
- Copa Ciudad de Rosario (1): 2011.[182]
- Copa de la Hermandad Colo Colo-Alianza Lima (1): 2011.[183]
- Copa EuroAmericana (1): 2014.
- Subcampeón de la Noche Amarilla (1): 2019